# GNU FreeFont
GNU Freefont es una familia tipográfica vectorial en OpenType, TrueType y WOFF, la implementación tanto del juego de caracteres universal (UCS) como sea posible. El proyecto fue iniciado en 2002 por Primož Peterlin y ahora es mantenido por Steve White.
Las fuentes están licenciados bajo la GNU GPLv3 con una excepción de fuente, asegurando que pueden ser tanto de libre distribución e incrustados o utilizados de otro modo dentro de un documento sin que esté cubierto por la GPL.
La familia incluye tres Variantes: FreeMono, FreeSans, y FreeSerif, cada cual en cuatro estilos.  Estas fuentes pueden ser obtenidas gratis de GNU Savannah.

## Historia
En el núcleo de la colección son 35 fuentes Type 1 donados por URW ++ Design & Development GmbH [2] para el proyecto de Ghostscript [3] que esté disponible bajo la licencia GPL. El rango cirílico básica se basa en Filipov de Valek cirílico y Omega Serif, a través de Tempora LCG Unicode. Valek Filippov añadió algunos latinos glifos compuestos Extended-A. Angelo Haritsis compila un conjunto de fuentes griegas tipo 1, que se utiliza en FreeSans y FreeMono. La gama de Devanagari en serif es la fuente de Velthuis TeX, [4] mientras que el rango de sans se basa en Gargi; [5] rangos bengalí y Gurmukhi se basan en BharatBhasha proyecto de Harsh Kumar [6] y otros. Los rangos de Gujarat y Oriya se basan en fuentes samyak. La gama etíope se basa en el proyecto metafont etíope de la Universidad de Hamburgo. [7]

## Unicode cobertura

Letras de caso superior de alfabetos europeos en FreeSerif

En la liberación más tardía de 2012-05-03:
- FreeSerif La cara incluye 10,537 glifos, con regular, italic, negrita e intrépido italic estilos.
- FreeSans La cara incluye 6,272 glifos, con regular, oblicua, negrita e intrépido oblicua estilos.
- FreeMono La cara incluye 4,178 glifos, con regular, oblicua, negrita e intrépido oblicua estilos.

Los caracteres de cubiertas familiares del siguientes Unicode bloques:
- latín básico
- Latin-1 Suplemento

- América Extended-A

- América extendido-B

- IPA (alfabeto fonético internacional) Extensiones

- Letras modificadoras de espaciado

- Signos diacríticos para combinar

- griego

- cirílico

- Suplemento cirílico

- Arábica

- hebreo

- N'Ko

- Thaana

- syriac

- armenio

- georgiano

- devanagari

- bengalí

- gujarati

- Gurmukhi

- Oriya

- cingalés

- Tamil

- malayalam

- Le Tai

- etíope

- tailandés

- Kayah Li

- Cherokee

- Unificada indígena canadiense silábica

- Hanunóo

- buginés

- Vai

- Extensiones fonéticas

- Extensiones fonéticas Suplemento

- Los signos diacríticos

- Cirílico extendido-B

- tifinagh

- Osmanya

- copto

- glagolítica

- gótico

- Ugaritic

- antiguo persa

- fenicia

- Rúnico

- Braille

- Suplementarios Flechas-A

- Latin extendido adicional

- griego extendido

- Puntuación general

- Super y guiones Sub

- Símbolos de monedas

- Símbolos Letterlike

- Formas de números

- Las flechas

- Operadores matemáticos

- Símbolos técnicas varias

- alfanuméricos cerrados

- Dibujo cuadro

- elementos de bloque

- Formas geométricas

- Símbolos misceláneos

- dingbats

- Formas de presentación alfabética

- vietnamita

- música del oeste

- música bizantina

- fichas Mah Jong

- Dominó